# Shinuhayr
Shinuhayr (in armeno Շինուհայր) è un comune di 2 865 abitanti (2010) della Provincia di Syunik in Armenia.